# Isparavajuća plinovita globula
Isparavajuća plinovita globula (eng. evaporating gas globule, EGG) je područje plinovitog vodika plina u vanjskom svemiru veličine približno 100 astronomskih jedinica, takvo da plinove koje zasjenjuje štiti od ionizirajućih ultraljubičastih zraka. Gusta područja plina koje štiti isparavajuća plinska globula može voditi ka rađanju zvijezda. Isparavajuće plinovite globule prvi su put zaključno identificirane sa svemirskog teleskopa Hubblea 1995. godine. Stoga su EGG-ovi vjerojatni predšasnici novih protozvijezda.

## Vanjske poveznice
- (engl.) Hubble sees stars and a stripe in celestial fireworks  Arhivirana inačica izvorne stranice od 22. prosinca 2020. (Wayback Machine) — Slika ESA/NASA-e, 1. srpnja 2008.
- (engl.) Embryonic Stars Emerge from Interstellar "Eggs", HubbleSite, 2. studenoga 1995.
- (engl.) http://hubblesite.org/newscenter/archive/releases/1995/44/text/  Hubble site
- (engl.) http://apod.nasa.gov/apod/image/1207/pillars6_hst_1518.jpg NASA APODly 2012
- (engl.) http://www.msnbc.msn.com/id/17467408/ns/technology_and_science-space/t/suns-baby-twin-spotted-pillars-creation/#.UA0slGGe5uoNBCNews Space,  5. ožujka 2007.